# Cattedrale di San Daniele
La cattedrale di San Daniele (in sloveno Stolnica svetega Danijel) è la cattedrale della diocesi di Celje, nell'omonima città slovena.

## Storia
Al posto dell'attuale chiesa sorgeva già nel XII secolo una piccola basilica, sostituita con l'attuale edificio nel 1306 che al tempo serviva come la chiesa abbaziale e si trovava ai margini dell'abbazia medievale. A partire dal 1379 la chiesa ha subito diversi rimaneggiamenti. Nel 1413 è stata aggiunta la cappella della Madonna Addolorata in stile gotico classico. C'è anche una Pietà scolpita in legno, che è la ricchezza principale della chiesa.
La chiesa è a tre navate con soffitto piano e una galleria per le suore. Il soffitto della navata e il coro sono decorati con affreschi del XV secolo. 
Nella cappella di San Francesco Saverio, costituita nel corso del periodo barocco, sono presenti diversi affreschi variopinti.
Durante il restauro nel 1858 la chiesa ha assunto il suo attuale aspetto neogotico.

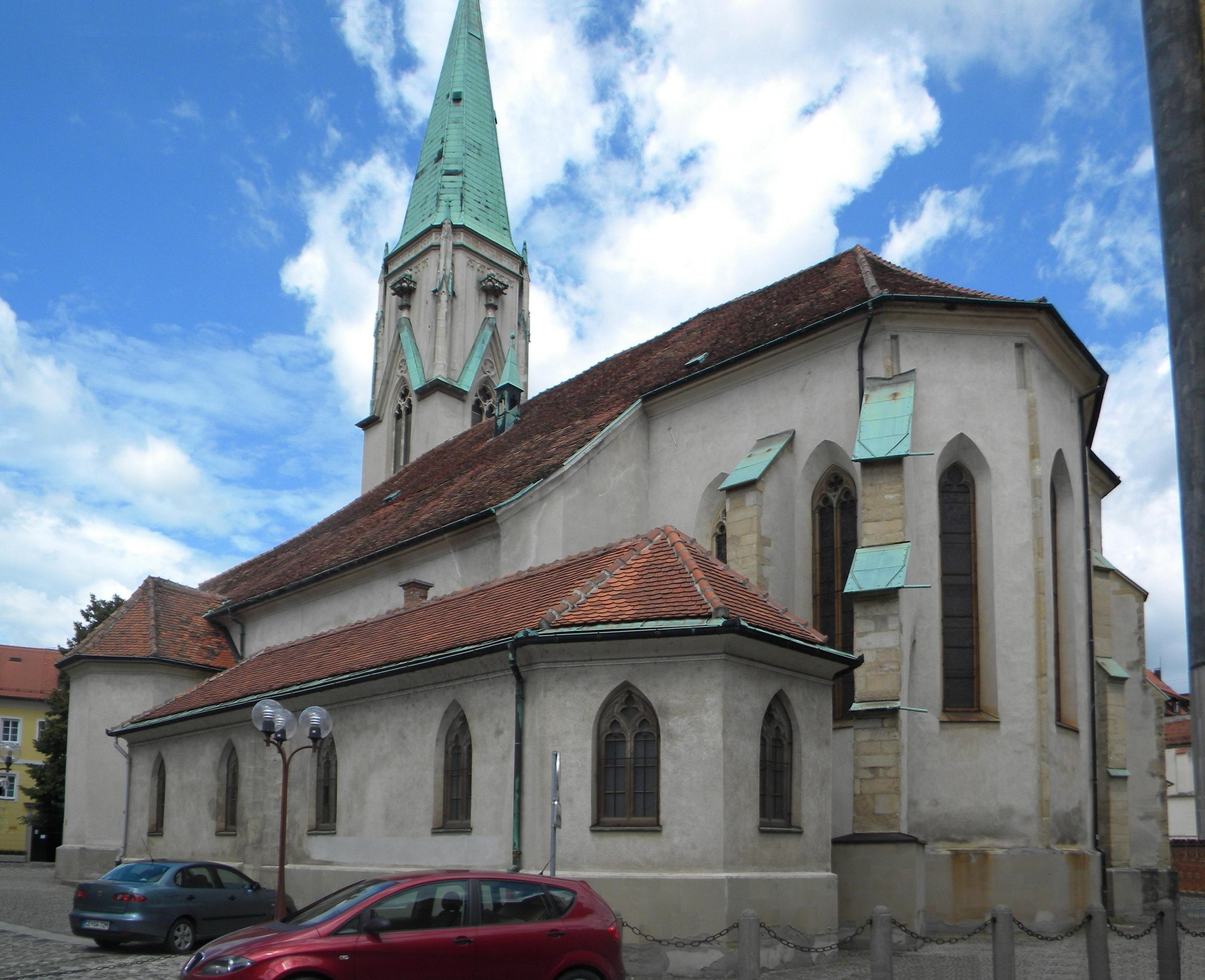
Esterno
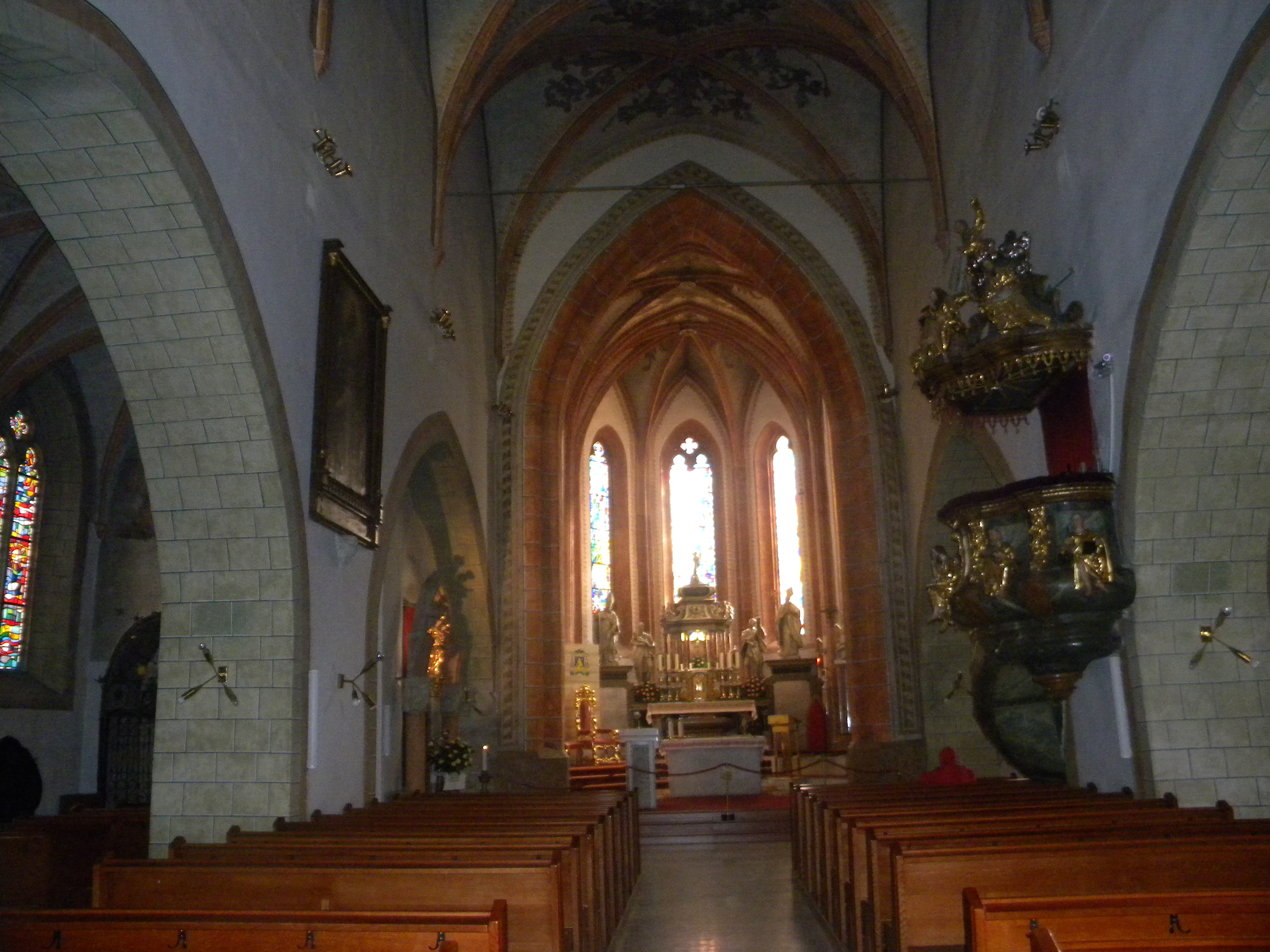
Interno